# Pålböle träsk
Pålböle träsk är en sjö i kommunen Lovisa i landskapet Nyland i Finland. Sjön ligger 26,2 meter över havet. Arean är 30 hektar och strandlinjen är 3,03 kilometer lång. Sjön  ingår i Finska vikens kustområde.   Den ligger omkring 61 km nordöst om Helsingfors. 